# Athyrium baishanzuense
Athyrium baishanzuense är en majbräkenväxtart som beskrevs av Ren-Chang Ching och Y.T.Hsieh. Athyrium baishanzuense ingår i släktet Athyrium och familjen Athyriaceae. Inga underarter finns listade.